# Яхмос-Сіткамос
Яхмос-Сіткамос, іноді її згадують просто як Сіткамос, — принцеса під час кінця 17-ї — початку 18-ї династій Єгипту.

## Життєпис
Яхмос була єдиною відомою дитиною Камосе. Вона одружилася зі своїм дядьком Яхмосом I, отримала титули Великої царської дружини та Дружини бога Амона, але у них не було відомих дітей. Дотримуючись єгипетської традиції, Яхмос мав інших дружин, включаючи свою сестру Яхмос-Нефертарі.
Мумія Сіткамос була виявлена в 1881 році в схованці в Дейр-ель-Бахарі; вона була в труні чоловіка, на ім'я Педіамун, який жив під час 21-ї династії. Її мумія була розкрита Гастоном Масперо 19 червня 1886 року. За даними експертизи, коли Сіткамос померла, їй було близько тридцяти років. Це підтверджує докази того, що вона померла в 18-й рік правління її чоловіка (1533 до н. е.). Графтон Еліот Сміт описав її як міцну, майже чоловікоподібну жінку. Мумія була пошкоджена грабіжниками гробниць.
Після її смерті Яхмос I присвоїв титул «Велика королівська дружина» королеві Яхмос-Хенуттамегу, а після її смерті — Яхмос-Нефертарі, матері Аменхотепа I.
| G39 | t · H8 | kA · Z1 · D52 | E1 |

| G39 | t · H8 | kA · Z1 · D52 | E1 |